# 瓦爾米森加山
11°26′06″S 75°37′41″W / 11.43500°S 75.62806°W
瓦爾米森加山（Warmi Sinqa），是秘魯的山峰，位於該國中部胡寧大區，由塔爾馬省的塔爾馬區負責管轄，屬於[[安地斯山
脈]]的一部分，海拔高度4,000米。